# Límit divergent

En tectònica de plaques, un límit divergent és la vora que existeix entre dos plaques tectòniques que se separen. Conforme les plaques s'allunyen entre elles, ascendeix nou material del mantell terrestre, creant nova escorça i litosfera.
Fisiogràficament, els límits divergents corresponen a grans serralades muntanyoses submarines anomenades dorsals oceàniques, amb longituds majors a 5.000 km. són les serralades muntanyoses més llargues que es poden observar a la Terra. En la seva part central, són tallades longitudinalment per nombroses falles normals formant foses tectòniques, donant lloc a depressions en la cresta del sistema, denominades zones rift. Just per sota d'aquesta, l'escorça terrestre assoleix els espessors més coneguts (~5 km), que contrasta fortament amb l'espessor en els interiors continentals, que arriben a mesurar 80 km.
Una altra de les característiques fisiogràfiques dels límits divergents és que no són continus. Estan formats per segments tallats per falles perpendiculars a l'eix de les dorsals. Aquestes falles s'anomenen falles transformants. En la zona de rift de les dorsals és comú observar-hi activitat volcànica de tipus fissural, és a dir, el magma s'injecta al llarg de les fractures o fissures sense formar volcans (amb les seves característiques còniques). També es registren nombrosos terratrèmols. Tot i així, aquests són de baixa magnitud, ja que l'escorça oceànica en aquesta zona és molt prima.
La major part dels límits divergents es troben sota el mar i donen lloc a dorsals oceàniques. Existeix, però, un límit divergent a l'est d'Àfrica que està literalment partint en dos el continent; s'estén des de Moçambic fins a Etiòpia (Gran Vall del Rift), continua en la mar Roja i arriba fins a la vall del riu Jordà i el mar Mort a l'Orient Pròxim.
Existeixen dos altres tipus de límits: els límits convergents i els límits transformants. Un límit convergent té un moviment contrari al del divergent, és a dir, les plaques tectòniques xoquen, formant zones de subducció. Un límit transformant té lloc quan dues plaques es desplacen l'una respecte de l'altra sense crear ni destruir la litosfera.